# Eupoecilia anebrica
Eupoecilia anebrica es una especie de polilla del género Eupoecilia, familia Tortricidae.
Fue descrita científicamente por Diakonoff en 1983.

## Distribución
Se encuentra en Indonesia.